# Municipio de Canetuck
El municipio de Canetuck (en inglés: Canetuck Township) es un municipio ubicado en el  condado de Pender en el estado estadounidense de Carolina del Norte. En el año 2010 tenía una población de 370 habitantes.

## Geografía
El municipio de Canetuck se encuentra ubicado en las coordenadas 34°23′40.6″N 78°9′46.99″O / 34.394611, -78.1630528.